# Iliana Yotova
Iliana Malinova Yotova (en búlgaro: Илияна Малинова Йотова; Sofía; 24 de octubre de 1964) es una periodista y política búlgara, que actualmente se desempeña como vicepresidenta de Bulgaria; anteriormente había servido como diputada en el Parlamento Europeo entre 2007 y 2017.

## Biografía

### Educación y carrera periodística
Nacida en Sofía, capital de la República Popular de Bulgaria, en octubre de 1964, primero estudió en el Lycée Français de Sofia y más adelante obtuvo una maestría en filología búlgara y francesa de la Universidad de Sofía, especializándose en la misma disciplina en la Escuela Nacional de Administración y en la Universidad de Estrasburgo, Francia. Habla búlgaro, francés e inglés.
Entre 1990 y 1997 trabajó en la Televisión Nacional de Bulgaria como reportera, editora, directora y presentadora de noticias. Tras dejar el canal, comenzó a trabajar como directora del servicio de prensa del Partido Socialista Búlgaro.

### Carrera política
En las elecciones legislativas de 2005, fue elegida a la Asamblea Nacional, sirviendo la XL legislatura (2005-2009). Más adelante, cuando Bulgaria entró en la Unión Europea, fue elegida al Parlamento Europeo en las elecciones intercaladas de 2007, siendo reelegida en las elecciones de 2009 y las elecciones de 2014.
Parte del Grupo de la Alianza Progresista de Socialistas y Demócratas, en el Parlamento fue miembro de la Comisión de Mercado Interior y Protección del Consumidor (2007-2009), la Comisión de Pesca (2009-2014) y la Comisión de Peticiones (2009-2014). Entre 2012 y 2013, también fue miembro del Comité Especial contra el Crimen Organizado, la Corrupción y el Lavado de Dinero. Tras las elecciones de 2014, fue nombrada como Vicepresidenta de la Comisión de Libertades Civiles, Justicia y Asuntos de Interior, bajo la presidencia de Claude Moraes.
De cara a las elecciones presidenciales de Bulgaria de 2016, fue nominada como fórmula vicepresidencial de Rumen Radev, en representación del Partido Socialista Búlgaro. Tras haber sido elegidos derrotando a la candidata del GERB, Tsetska Tsacheva, en la segunda vuelta de las elecciones presidenciales con 2.063.032 votos, Yotova renunció al Parlamento Europeo el 16 de enero de 2017, para asumir el cargo de vicepresidenta unos días después.